# 1074
1074 (MLXXIV) je bilo navadno leto, ki se je po julijanskem koledarju začelo na sredo.

## Dogodki

### Rimsko-nemško cesarstvo
- 27. januar - Saški upor: nasproti si stojita pičla vojska Henrika IV. in vojska saških upornikov, ki  jo pod vodstvom plemičev v veliki meri sestavljajo tlačani. Obe vojski opustita misel na boj, Henrikova zaradi maloštevilnosti, uporniška, ker noče svojim tlačanom ponuditi zmage.↓
- 2. februar → Začetek pogajanj med Henrikom IV. in saškimi uporniki. Henrik je ugodil zahtevam upornikov o porušitvi gradu Harzburg, vendar po svoje in ukaže porušiti za obrambo nebistvene dele gradu. ↓
- marec → Tlačani iz okolice gradu Harzburg napadejo grad in ga porušijo do temeljev, vključno z grajsko cerkvijo in kraljevo grobnico Henrikovega umrlega sina in brata. Ta oskrunitev cerkve in grobov sproži zgražanje širom Nemčije in vrne simpatije plemstva Henriku, ki potem ponudi na razpolago sredstva in vojsko za zatrtje upora.

### Ostalo
- 7. februar - Bitka pri Montesarchiu med knezom Beneveta Pandulfom IV. in italonormanskim apulijskim vojvodo Robertom Guiscardom. Zmagajo Normani, Pandulf umre v boju, papeška kneževina Beneveto preide pod normansko nadoblast.
- Državljanska vojna na Ogrskem: brata Geza in Ladislav, sinova umrlega kralja Bele I. premagata kralja Solomonoma. Ta s kraljevo zakladnico pobegne v Avstrijo, kjer zaprosi za pomoč nemškega kralja Henrika IV., vendar potem brata Henrikov napad odbijeta. Novi madžarski kralj postane postal Géza I. Ogrski.
- Upor kölnskih meščanov proti nadškofu Annoju II.. Po zatrtju upora se nadškof Anno umakne v osamo.

## Rojstva
- 12. februar - Konrad II., kralj Nemčije in Italije († 1101)
- Edgar Škotski, kralj († 1107)

## Smrti
- 7. februar - Pandulf IV., knez Beneveta
- protipapež Benedikt X.
- Peter Krešimir IV., hrvaški kralj